# Atlantic 10 Conference
Die Atlantic 10 Conference ist eine aus 15 Universitäten bestehende Liga für diverse Sportarten, die in der NCAA Division I spielen.
Die Liga wurde am 2. März 1975 gegründet. Die Mitglieder befinden sich hauptsächlich an der Ostküste der Vereinigten Staaten.

## Mitglieder
Ausscheidendes Mitglied in Rosa.
| Universität                            | Ort                        | Teamname        | gegründet | Trägerschaft | Studenten | beigetreten |
| -------------------------------------- | -------------------------- | --------------- | --------- | ------------ | --------- | ----------- |
| Davidson College                       | Davidson, North Carolina   | Wildcats        | 1837      | privat       | 1.756     | 2014        |
| University of Dayton                   | Dayton, Ohio               | Flyers          | 1850      | privat       | 9.970     | 1995        |
| Duquesne University                    | Pittsburgh, Pennsylvania   | Dukes           | 1878      | privat       | 9.617     | 1976        |
| Fordham University                     | New York City, New York    | Rams            | 1841      | privat       | 12.932    | 1995        |
| George Mason University                | Fairfax, Virginia          | Patriots        | 1957      | staatlich    | 31.570    | 2013        |
| George Washington University           | Washington, D.C.           | Revolutionaries | 1821      | privat       | 22.710    | 1976        |
| La Salle University                    | Philadelphia, Pennsylvania | Explorers       | 1863      | privat       | 6.012     | 1995        |
| Loyola University Chicago              | Chicago, Illinois          | Ramblers        | 1870      | privat       | 16.437    | 2022        |
| University of Massachusetts (UMass)    | Amherst, Massachusetts     | Minutemen       | 1863      | staatlich    | 25.873    | 1976        |
| University of Rhode Island             | Kingston, Rhode Island     | Rams            | 1892      | staatlich    | 15.650    | 1980        |
| University of Richmond                 | Richmond, Virginia         | Spiders         | 1830      | privat       | 2.962     | 2001        |
| St. Bonaventure University             | Olean, New York            | Bonnies         | 1856      | privat       | 2.700     | 1979        |
| Saint Joseph’s University              | Philadelphia, Pennsylvania | Hawks           | 1851      | privat       | 7.542     | 1982        |
| Saint Louis University                 | St. Louis, Missouri        | Billikens       | 1818      | privat       | 10.633    | 2005        |
| Virginia Commonwealth University (VCU) | Richmond, Virginia         | Rams            | 1838      | staatlich    | 32.303    | 2012        |

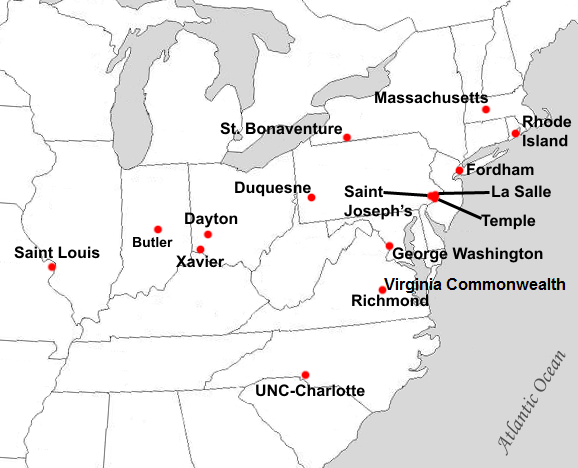
Lage der Vollmitglieder

- UMass wird die Atlantic 10 im Juli 2025 verlassen, um an der Mid-American Conference teilzunehmen.

### Assoziierte Mitglieder
| Universität                           | Ort                        | Teamname    | gegründet | Trägerschaft | Studenten | beigetreten | Sportart            | Main-Conference    |
| ------------------------------------- | -------------------------- | ----------- | --------- | ------------ | --------- | ----------- | ------------------- | ------------------ |
| High Point University                 | High Point, North Carolina | Panthers    | 1924      | privat       | 4.545     | 2022        | Lacrosse (Männer)   | Big South          |
| Hobart College                        | Geneva, New York           | Statesmen   | 1822      | privat       | 2.105     | 2022        | Lacrosse (Männer)   | Liberty (Div. III) |
| Lock Haven University of Pennsylvania | Lock Haven, Pennsylvania   | Bald Eagles | 1870      | staatlich    | 3.425     | 2010        | Feldhockey (Frauen) | PSAC (Div. II)     |
| Saint Francis University              | Loretto, Pennsylvania      | Red Flash   | 1870      | privat       | 2.449     | 2013        | Feldhockey (Frauen) | NEC                |

## Spielstätten der Conference

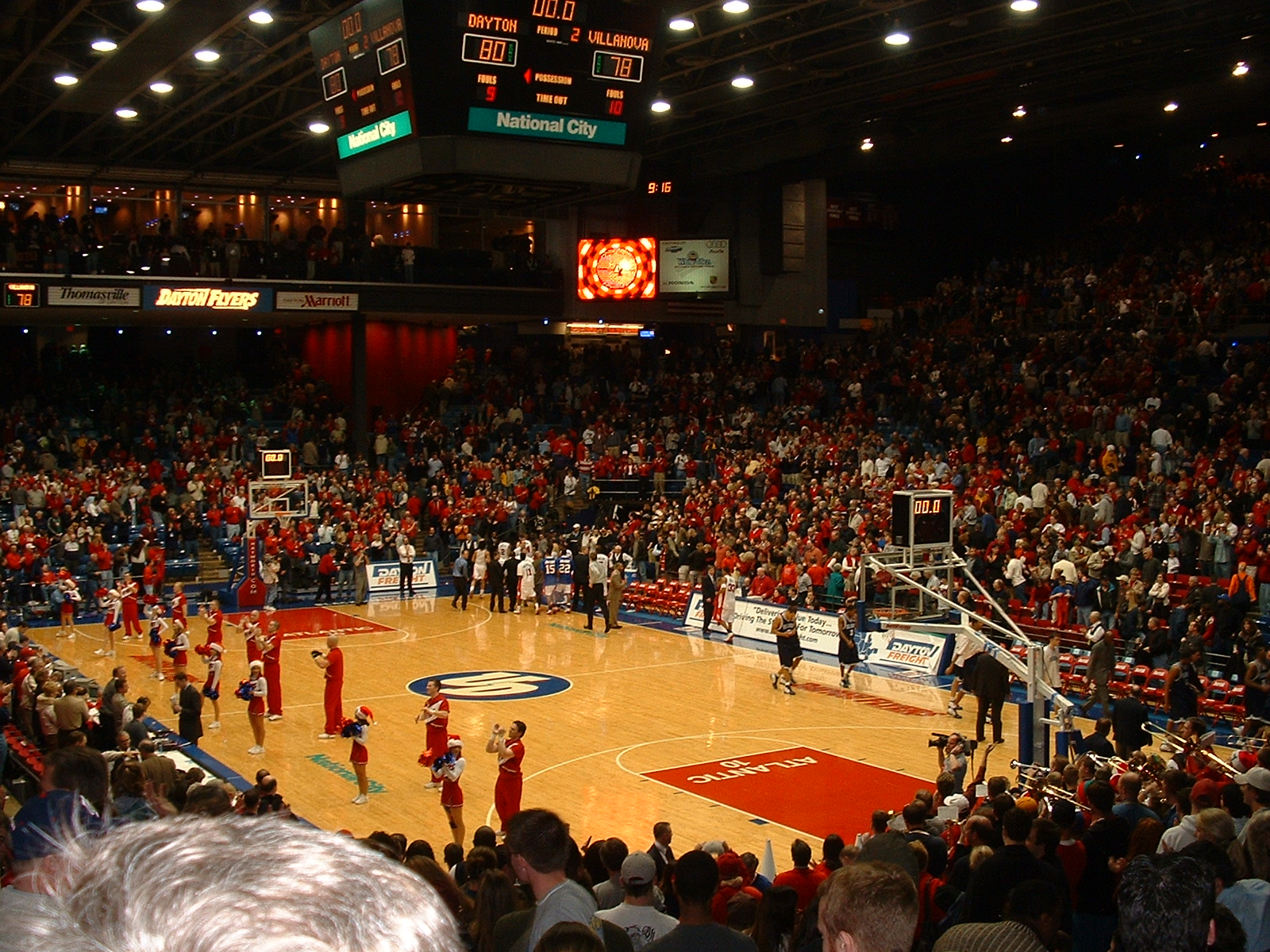
University of Dayton Arena

| Universität       | Basketballstadion          | Kapazität |
| ----------------- | -------------------------- | --------- |
| Davidson          | John M. Belk Arena         | 5.223     |
| Dayton            | University of Dayton Arena | 13.409    |
| Duquesne          | UPMC Cooper Fieldhouse     | 3.500     |
| Fordham           | Rose Hill Gymnasium        | 3.470     |
| George Mason      | EagleBank Arena            | 10.000    |
| George Washington | Smith Center               | 5.000     |
| La Salle          | Tom Gola Arena             | 4.000     |
| Loyola Chicago    | Joseph J. Gentile Arena    | 4.963     |
| Massachusetts     | Mullins Center             | 9.493     |
| Rhode Island      | Ryan Center                | 7.657     |
| Richmond          | Robins Center              | 9.071     |
| St. Bonaventure   | Reilly Center              | 5.780     |
| Saint Joseph’s    | Hagan Arena                | 4.200     |
| Saint Louis       | Chaifetz Arena             | 10.600    |
| VCU               | Stuart C. Siegel Center    | 7.622     |

## Sportarten

### Männer
| Universität            | Baseball                              | Basketball                  | Crosslauf                   | Golf                                  | Fußball                               | Lacrosse                              | Schwimmen                             | Tennis                                | Leichtathletik (Halle)                | Leichtathletik                        | Gesamt |
| ---------------------- | ------------------------------------- | --------------------------- | --------------------------- | ------------------------------------- | ------------------------------------- | ------------------------------------- | ------------------------------------- | ------------------------------------- | ------------------------------------- | ------------------------------------- | ------ |
| Davidson               | Grünes Häkchensymbol für ja           | Grünes Häkchensymbol für ja | Grünes Häkchensymbol für ja | Grünes Häkchensymbol für ja           | Grünes Häkchensymbol für ja           | Rotes X oder Kreuzchensymbol für nein | Grünes Häkchensymbol für ja           | Grünes Häkchensymbol für ja           | Grünes Häkchensymbol für ja           | Grünes Häkchensymbol für ja           | 9      |
| Dayton                 | Grünes Häkchensymbol für ja           | Grünes Häkchensymbol für ja | Grünes Häkchensymbol für ja | Grünes Häkchensymbol für ja           | Grünes Häkchensymbol für ja           | Rotes X oder Kreuzchensymbol für nein | Rotes X oder Kreuzchensymbol für nein | Grünes Häkchensymbol für ja           | Rotes X oder Kreuzchensymbol für nein | Rotes X oder Kreuzchensymbol für nein | 6      |
| Duquesne               | Rotes X oder Kreuzchensymbol für nein | Grünes Häkchensymbol für ja | Grünes Häkchensymbol für ja | Rotes X oder Kreuzchensymbol für nein | Grünes Häkchensymbol für ja           | Rotes X oder Kreuzchensymbol für nein | Rotes X oder Kreuzchensymbol für nein | Grünes Häkchensymbol für ja           | Rotes X oder Kreuzchensymbol für nein | Grünes Häkchensymbol für ja           | 5      |
| Fordham                | Grünes Häkchensymbol für ja           | Grünes Häkchensymbol für ja | Grünes Häkchensymbol für ja | Grünes Häkchensymbol für ja           | Grünes Häkchensymbol für ja           | Rotes X oder Kreuzchensymbol für nein | Grünes Häkchensymbol für ja           | Grünes Häkchensymbol für ja           | Grünes Häkchensymbol für ja           | Grünes Häkchensymbol für ja           | 9      |
| George Mason           | Grünes Häkchensymbol für ja           | Grünes Häkchensymbol für ja | Grünes Häkchensymbol für ja | Grünes Häkchensymbol für ja           | Grünes Häkchensymbol für ja           | Rotes X oder Kreuzchensymbol für nein | Grünes Häkchensymbol für ja           | Grünes Häkchensymbol für ja           | Grünes Häkchensymbol für ja           | Grünes Häkchensymbol für ja           | 9      |
| George Washington      | Grünes Häkchensymbol für ja           | Grünes Häkchensymbol für ja | Grünes Häkchensymbol für ja | Grünes Häkchensymbol für ja           | Grünes Häkchensymbol für ja           | Rotes X oder Kreuzchensymbol für nein | Grünes Häkchensymbol für ja           | Rotes X oder Kreuzchensymbol für nein | Rotes X oder Kreuzchensymbol für nein | Grünes Häkchensymbol für ja           | 7      |
| La Salle               | Rotes X oder Kreuzchensymbol für nein | Grünes Häkchensymbol für ja | Grünes Häkchensymbol für ja | Grünes Häkchensymbol für ja           | Grünes Häkchensymbol für ja           | Rotes X oder Kreuzchensymbol für nein | Grünes Häkchensymbol für ja           | Rotes X oder Kreuzchensymbol für nein | Grünes Häkchensymbol für ja           | Grünes Häkchensymbol für ja           | 7      |
| Loyola Chicago         | Rotes X oder Kreuzchensymbol für nein | Grünes Häkchensymbol für ja | Grünes Häkchensymbol für ja | Grünes Häkchensymbol für ja           | Grünes Häkchensymbol für ja           | Rotes X oder Kreuzchensymbol für nein | Rotes X oder Kreuzchensymbol für nein | Rotes X oder Kreuzchensymbol für nein | Grünes Häkchensymbol für ja           | Grünes Häkchensymbol für ja           | 6      |
| Massachusetts          | Grünes Häkchensymbol für ja           | Grünes Häkchensymbol für ja | Grünes Häkchensymbol für ja | Rotes X oder Kreuzchensymbol für nein | Grünes Häkchensymbol für ja           | Grünes Häkchensymbol für ja           | Grünes Häkchensymbol für ja           | Rotes X oder Kreuzchensymbol für nein | Grünes Häkchensymbol für ja           | Grünes Häkchensymbol für ja           | 8      |
| Rhode Island           | Grünes Häkchensymbol für ja           | Grünes Häkchensymbol für ja | Grünes Häkchensymbol für ja | Grünes Häkchensymbol für ja           | Grünes Häkchensymbol für ja           | Rotes X oder Kreuzchensymbol für nein | Rotes X oder Kreuzchensymbol für nein | Rotes X oder Kreuzchensymbol für nein | Grünes Häkchensymbol für ja           | Grünes Häkchensymbol für ja           | 7      |
| Richmond               | Grünes Häkchensymbol für ja           | Grünes Häkchensymbol für ja | Grünes Häkchensymbol für ja | Grünes Häkchensymbol für ja           | Rotes X oder Kreuzchensymbol für nein | Grünes Häkchensymbol für ja           | Rotes X oder Kreuzchensymbol für nein | Grünes Häkchensymbol für ja           | Rotes X oder Kreuzchensymbol für nein | Rotes X oder Kreuzchensymbol für nein | 6      |
| St. Bonaventure        | Grünes Häkchensymbol für ja           | Grünes Häkchensymbol für ja | Grünes Häkchensymbol für ja | Grünes Häkchensymbol für ja           | Grünes Häkchensymbol für ja           | Grünes Häkchensymbol für ja           | Grünes Häkchensymbol für ja           | Grünes Häkchensymbol für ja           | Rotes X oder Kreuzchensymbol für nein | Grünes Häkchensymbol für ja           | 9      |
| Saint Joseph’s         | Grünes Häkchensymbol für ja           | Grünes Häkchensymbol für ja | Grünes Häkchensymbol für ja | Grünes Häkchensymbol für ja           | Grünes Häkchensymbol für ja           | Grünes Häkchensymbol für ja           | Rotes X oder Kreuzchensymbol für nein | Grünes Häkchensymbol für ja           | Grünes Häkchensymbol für ja           | Grünes Häkchensymbol für ja           | 9      |
| Saint Louis            | Grünes Häkchensymbol für ja           | Grünes Häkchensymbol für ja | Grünes Häkchensymbol für ja | Rotes X oder Kreuzchensymbol für nein | Grünes Häkchensymbol für ja           | Rotes X oder Kreuzchensymbol für nein | Grünes Häkchensymbol für ja           | Grünes Häkchensymbol für ja           | Grünes Häkchensymbol für ja           | Grünes Häkchensymbol für ja           | 8      |
| VCU                    | Grünes Häkchensymbol für ja           | Grünes Häkchensymbol für ja | Grünes Häkchensymbol für ja | Grünes Häkchensymbol für ja           | Grünes Häkchensymbol für ja           | Rotes X oder Kreuzchensymbol für nein | Rotes X oder Kreuzchensymbol für nein | Grünes Häkchensymbol für ja           | Grünes Häkchensymbol für ja           | Grünes Häkchensymbol für ja           | 8      |
| Assoziierte Mitglieder |                                       |                             |                             |                                       |                                       |                                       |                                       |                                       |                                       |                                       |        |
| High Point             |                                       |                             |                             |                                       |                                       | Grünes Häkchensymbol für ja           |                                       |                                       |                                       |                                       | 1      |
| Hobart                 |                                       |                             |                             |                                       |                                       | Grünes Häkchensymbol für ja           |                                       |                                       |                                       |                                       | 1      |

### Frauen
| Universität            | Basketball                  | Crosslauf                   | Feldhockey                            | Lacrosse                              | Rudern                                | Fußball                     | Softball                              | Schwimmen                             | Tennis                                | Leichtathletik (Halle)                | Leichtathletik              | Volleyball                            | Gesamt |
| ---------------------- | --------------------------- | --------------------------- | ------------------------------------- | ------------------------------------- | ------------------------------------- | --------------------------- | ------------------------------------- | ------------------------------------- | ------------------------------------- | ------------------------------------- | --------------------------- | ------------------------------------- | ------ |
| Davidson               | Grünes Häkchensymbol für ja | Grünes Häkchensymbol für ja | Grünes Häkchensymbol für ja           | Grünes Häkchensymbol für ja           | Rotes X oder Kreuzchensymbol für nein | Grünes Häkchensymbol für ja | Rotes X oder Kreuzchensymbol für nein | Grünes Häkchensymbol für ja           | Grünes Häkchensymbol für ja           | Grünes Häkchensymbol für ja           | Grünes Häkchensymbol für ja | Grünes Häkchensymbol für ja           | 10     |
| Dayton                 | Grünes Häkchensymbol für ja | Grünes Häkchensymbol für ja | Rotes X oder Kreuzchensymbol für nein | Rotes X oder Kreuzchensymbol für nein | Grünes Häkchensymbol für ja           | Grünes Häkchensymbol für ja | Grünes Häkchensymbol für ja           | Rotes X oder Kreuzchensymbol für nein | Grünes Häkchensymbol für ja           | Grünes Häkchensymbol für ja           | Grünes Häkchensymbol für ja | Grünes Häkchensymbol für ja           | 9      |
| Duquesne               | Grünes Häkchensymbol für ja | Grünes Häkchensymbol für ja | Rotes X oder Kreuzchensymbol für nein | Grünes Häkchensymbol für ja           | Grünes Häkchensymbol für ja           | Grünes Häkchensymbol für ja | Rotes X oder Kreuzchensymbol für nein | Grünes Häkchensymbol für ja           | Grünes Häkchensymbol für ja           | Grünes Häkchensymbol für ja           | Grünes Häkchensymbol für ja | Grünes Häkchensymbol für ja           | 10     |
| Fordham                | Grünes Häkchensymbol für ja | Grünes Häkchensymbol für ja | Rotes X oder Kreuzchensymbol für nein | Rotes X oder Kreuzchensymbol für nein | Grünes Häkchensymbol für ja           | Grünes Häkchensymbol für ja | Grünes Häkchensymbol für ja           | Grünes Häkchensymbol für ja           | Grünes Häkchensymbol für ja           | Grünes Häkchensymbol für ja           | Grünes Häkchensymbol für ja | Grünes Häkchensymbol für ja           | 10     |
| George Mason           | Grünes Häkchensymbol für ja | Grünes Häkchensymbol für ja | Rotes X oder Kreuzchensymbol für nein | Grünes Häkchensymbol für ja           | Grünes Häkchensymbol für ja           | Grünes Häkchensymbol für ja | Grünes Häkchensymbol für ja           | Grünes Häkchensymbol für ja           | Grünes Häkchensymbol für ja           | Grünes Häkchensymbol für ja           | Grünes Häkchensymbol für ja | Grünes Häkchensymbol für ja           | 11     |
| George Washington      | Grünes Häkchensymbol für ja | Grünes Häkchensymbol für ja | Rotes X oder Kreuzchensymbol für nein | Grünes Häkchensymbol für ja           | Grünes Häkchensymbol für ja           | Grünes Häkchensymbol für ja | Grünes Häkchensymbol für ja           | Grünes Häkchensymbol für ja           | Grünes Häkchensymbol für ja           | Grünes Häkchensymbol für ja           | Grünes Häkchensymbol für ja | Grünes Häkchensymbol für ja           | 11     |
| LaSalle                | Grünes Häkchensymbol für ja | Grünes Häkchensymbol für ja | Grünes Häkchensymbol für ja           | Grünes Häkchensymbol für ja           | Grünes Häkchensymbol für ja           | Grünes Häkchensymbol für ja | Rotes X oder Kreuzchensymbol für nein | Grünes Häkchensymbol für ja           | Rotes X oder Kreuzchensymbol für nein | Grünes Häkchensymbol für ja           | Grünes Häkchensymbol für ja | Rotes X oder Kreuzchensymbol für nein | 9      |
| Loyola Chicago         | Grünes Häkchensymbol für ja | Grünes Häkchensymbol für ja | Rotes X oder Kreuzchensymbol für nein | Rotes X oder Kreuzchensymbol für nein | Rotes X oder Kreuzchensymbol für nein | Grünes Häkchensymbol für ja | Grünes Häkchensymbol für ja           | Rotes X oder Kreuzchensymbol für nein | Rotes X oder Kreuzchensymbol für nein | Grünes Häkchensymbol für ja           | Grünes Häkchensymbol für ja | Grünes Häkchensymbol für ja           | 7      |
| Massachusetts          | Grünes Häkchensymbol für ja | Grünes Häkchensymbol für ja | Grünes Häkchensymbol für ja           | Grünes Häkchensymbol für ja           | Grünes Häkchensymbol für ja           | Grünes Häkchensymbol für ja | Grünes Häkchensymbol für ja           | Grünes Häkchensymbol für ja           | Grünes Häkchensymbol für ja           | Grünes Häkchensymbol für ja           | Grünes Häkchensymbol für ja | Rotes X oder Kreuzchensymbol für nein | 11     |
| Rhode Island           | Grünes Häkchensymbol für ja | Grünes Häkchensymbol für ja | Rotes X oder Kreuzchensymbol für nein | Rotes X oder Kreuzchensymbol für nein | Grünes Häkchensymbol für ja           | Grünes Häkchensymbol für ja | Grünes Häkchensymbol für ja           | Grünes Häkchensymbol für ja           | Grünes Häkchensymbol für ja           | Grünes Häkchensymbol für ja           | Grünes Häkchensymbol für ja | Grünes Häkchensymbol für ja           | 10     |
| Richmond               | Grünes Häkchensymbol für ja | Grünes Häkchensymbol für ja | Grünes Häkchensymbol für ja           | Grünes Häkchensymbol für ja           | Rotes X oder Kreuzchensymbol für nein | Grünes Häkchensymbol für ja | Rotes X oder Kreuzchensymbol für nein | Grünes Häkchensymbol für ja           | Grünes Häkchensymbol für ja           | Grünes Häkchensymbol für ja           | Grünes Häkchensymbol für ja | Rotes X oder Kreuzchensymbol für nein | 10     |
| St. Bonaventure        | Grünes Häkchensymbol für ja | Grünes Häkchensymbol für ja | Rotes X oder Kreuzchensymbol für nein | Grünes Häkchensymbol für ja           | Rotes X oder Kreuzchensymbol für nein | Grünes Häkchensymbol für ja | Grünes Häkchensymbol für ja           | Grünes Häkchensymbol für ja           | Grünes Häkchensymbol für ja           | Rotes X oder Kreuzchensymbol für nein | Grünes Häkchensymbol für ja | Rotes X oder Kreuzchensymbol für nein | 8      |
| Saint Joseph’s         | Grünes Häkchensymbol für ja | Grünes Häkchensymbol für ja | Grünes Häkchensymbol für ja           | Grünes Häkchensymbol für ja           | Grünes Häkchensymbol für ja           | Grünes Häkchensymbol für ja | Grünes Häkchensymbol für ja           | Rotes X oder Kreuzchensymbol für nein | Grünes Häkchensymbol für ja           | Grünes Häkchensymbol für ja           | Grünes Häkchensymbol für ja | Rotes X oder Kreuzchensymbol für nein | 10     |
| Saint Louis            | Grünes Häkchensymbol für ja | Grünes Häkchensymbol für ja | Grünes Häkchensymbol für ja           | Rotes X oder Kreuzchensymbol für nein | Rotes X oder Kreuzchensymbol für nein | Grünes Häkchensymbol für ja | Grünes Häkchensymbol für ja           | Grünes Häkchensymbol für ja           | Grünes Häkchensymbol für ja           | Grünes Häkchensymbol für ja           | Grünes Häkchensymbol für ja | Grünes Häkchensymbol für ja           | 10     |
| VCU                    | Grünes Häkchensymbol für ja | Grünes Häkchensymbol für ja | Grünes Häkchensymbol für ja           | Grünes Häkchensymbol für ja           | Rotes X oder Kreuzchensymbol für nein | Grünes Häkchensymbol für ja | Rotes X oder Kreuzchensymbol für nein | Rotes X oder Kreuzchensymbol für nein | Grünes Häkchensymbol für ja           | Grünes Häkchensymbol für ja           | Grünes Häkchensymbol für ja | Grünes Häkchensymbol für ja           | 9      |
| Assoziierte Mitglieder |                             |                             |                                       |                                       |                                       |                             |                                       |                                       |                                       |                                       |                             |                                       |        |
| Lock Haven             |                             |                             | Grünes Häkchensymbol für ja           |                                       |                                       |                             |                                       |                                       |                                       |                                       |                             |                                       | 1      |
| Saint Francis (PA)     |                             |                             | Grünes Häkchensymbol für ja           |                                       |                                       |                             |                                       |                                       |                                       |                                       |                             |                                       | 1      |